# Michael Staikos

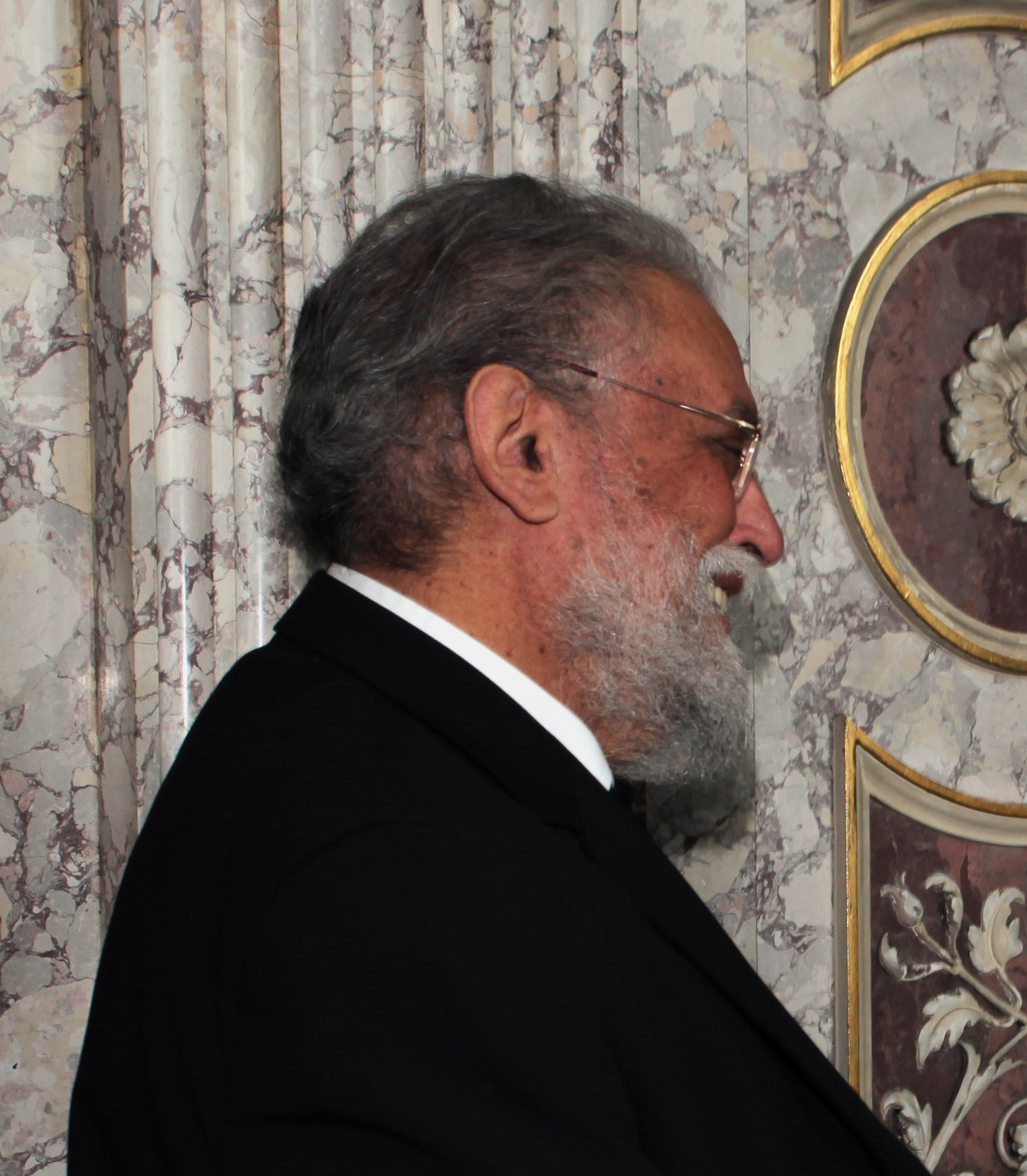
Michael Staikos

Michael Staikos (griechisch Μιχαήλ Στάικος; * 22. November 1946 in Athen, Griechenland; † 18. Oktober 2011 in Wien, Österreich) war griechisch-orthodoxer Metropolit von Austria  und Exarch von Ungarn und Mitteleuropa.

## Leben
Nach dem Besuch des Gymnasiums der katholischen Maristen-Schulbrüder in Athen studierte Staikos an der Aristoteles-Universität Thessaloniki und promovierte zum Doktor der Theologie. 1964 übersiedelte er nach Wien und wurde 1965 Sekretär von Metropolit Chrysostomos Tsiter in der griechisch-orthodoxen Metropolie von Austria.
Am 22. November 1977 erfolgte in Wien seine Weihe zum Diakon, Priester und Archimandrit. Er bekleidete das Amt des Generalvikars der Metropolie, war Pfarrer der griechisch-orthodoxen Kirchengemeinde sowie Direktor der Griechischen Nationalschule in Wien. Am 12. Jänner 1986 erfolgte seine Weihe zum Bischof, nachdem er am 5. November 1985 zum Vikarbischof gewählt worden war.
Im November 1991 wählte ihn der Heilige Synod des Ökumenischen Patriarchats von Konstantinopel zum Metropoliten von Austria und Exarchen von Ungarn und Mitteleuropa. Viele Jahre gehörte Staikos selbst dem Heiligen Synod an.
Als bevollmächtigter Legat des Ökumenischen Patriarchen Bartholomäus I. vertrat er regelmäßig die Kirche von Konstantinopel bei panorthodoxen und ökumenischen Ereignissen sowie in der Konferenz Europäischer Kirchen. In der vom Ökumenischen Patriarchat 2003 errichteten internationalen orthodox-altkatholischen Arbeitsgruppe, übte er das Amt des Co-Vorsitzenden aus.
In Ungarn wurde unter seiner Amtszeit das orthodoxe Leben erfolgreich wiederbelebt. In Österreich wurde die orthodoxe Kirche unter seiner Führung zu einer wichtigen gesellschaftlichen und kirchlichen Größe im Land, die 500.000 Christen vereint. Der römisch-katholische Erzbischof Christoph Kardinal Schönborn würdigte Staikos als „ganz große Säule der Ökumene in Österreich und darüber hinaus.“ Von 1996 bis 1999 war Staikos Vorsitzender des Ökumenischen Rates der Kirchen in Österreich (ÖRKÖ). Im Oktober 2010 wurde unter seinem Vorsitz die Orthodoxe Bischofskonferenz für Österreich begründet.
Staikos starb im 64. Lebensjahr nach schwerer Krankheit. Er wurde am Wiener Zentralfriedhof bestattet. Zu seinem Nachfolger wurde Anfang November 2011 der Archimandrit Arsenios Kardamakis gewählt.
Weitere Ämter
- Konsultor in der Stiftung „Pro Oriente“
- Lektor am Institut für Byzantinistik und Neogräzistik und an der Evangelisch-Theologischen Fakultät der Universität Wien

## Ehrungen
Für seine pastorale und ökumenische Tätigkeit hat Metropolit Michael Auszeichnungen in mehreren Ländern und von mehreren orthodoxen Kirchen erhalten:
- 1972: Orden des Heiligen Wladimir
- 1972: Goldenes Kreuz des Patriarchen von Jerusalem
- 1994: Großkreuz des Ordens der Heiligen Cyrill und Method (Tschechien und Slowakei)
- 1993: Großkreuz der Polnisch-Orthodoxen Kirche
- 1999: Komturkreuz des Ungarischen Verdienstordens
- 2008: Ukrainischer Verdienstorden
- 2011: Orden der Ehre der Republik Griechenland
- 2011: Großes Goldenes Ehrenzeichen mit dem Stern für Verdienste um die Republik Österreich[8]
- Goldmedaille der Stadt Athen

## Publikationen
- Auferstehung. Von erlebter orthodoxer Spiritualität. Ibera-Verlag, Wien 2000, ISBN 3-900436-99-1.
- Studie über die Rolle der Laien in der Orthodoxen Kirche.